# Derek Kilmer

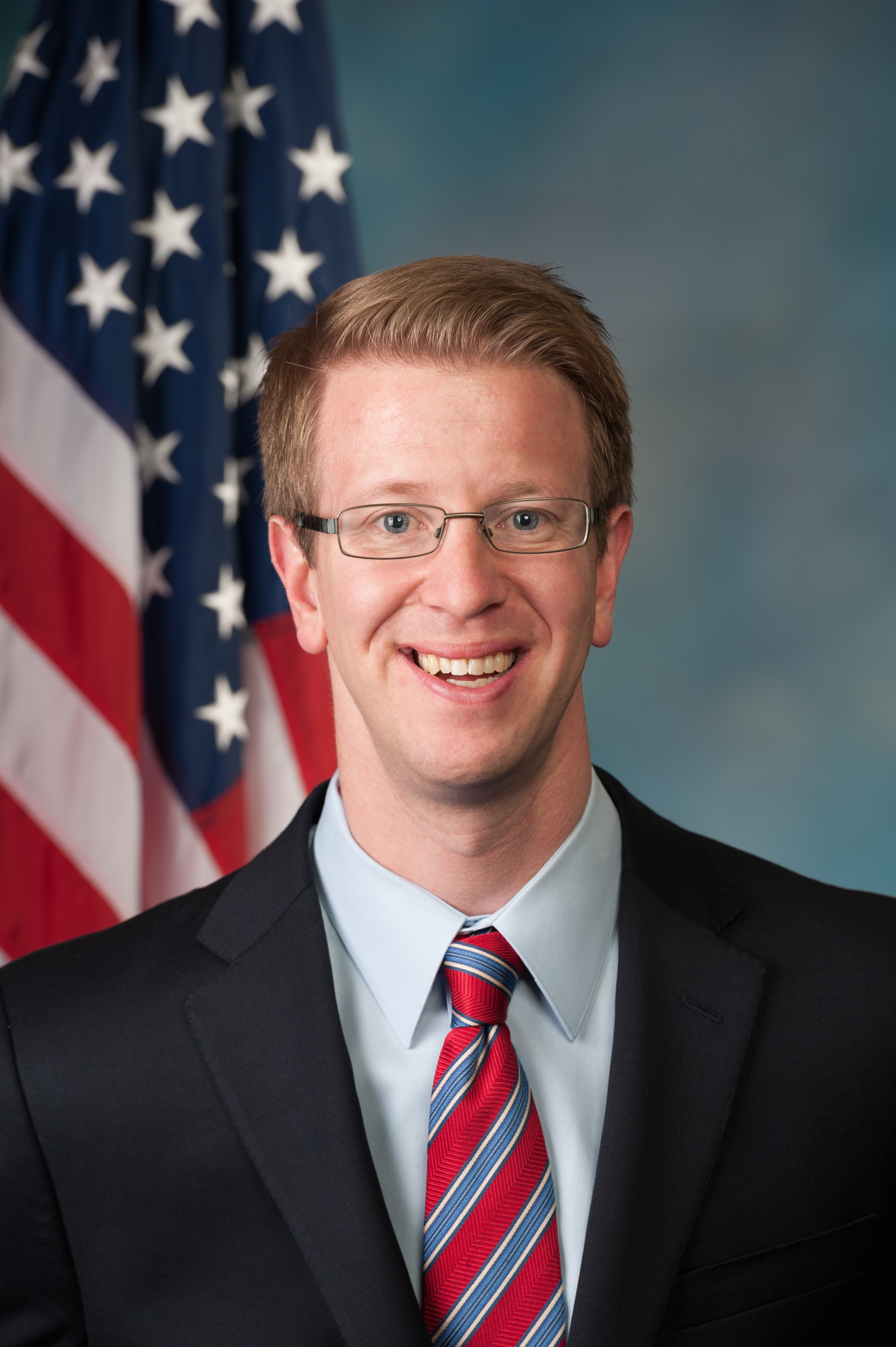
Derek Kilmer (2012)

Derek Christian Kilmer (* 1. Januar 1974 in Port Angeles, Washington) ist ein US-amerikanischer Politiker der Demokratischen Partei. Von 2013 bis 2025 vertrat er den sechsten Distrikt des Bundesstaats Washington im US-Repräsentantenhaus.

## Werdegang
Derek Kilmer absolvierte im Jahr 1996 die Princeton University in New Jersey mit einem Bachelor of Arts. Später studierte er mit Hilfe eines Stipendiums an der University of Oxford in England das Fach Philosophie, wo er 2003 seinen PhD erlangte. Nach seiner Rückkehr in seine Heimat arbeitete er unter anderem als Berater für McKinsey & Company.
Kilmer lebt mit seiner Ehefrau Jennifer und den beiden gemeinsamen Kindern in Gig Harbor.

## Politik
Er wurde Mitglied in der Demokratischen Partei. Zwischen 2005 und 2007 war er Abgeordneter im Repräsentantenhaus von Washington; von 2007 bis 2012 gehörte er dem Staatssenat an.
Bei den Kongresswahlen des Jahres 2012 wurde Kilmer im sechsten Kongresswahlbezirk von Washington in das US-Repräsentantenhaus in Washington, D.C. gewählt, wo er am 3. Januar 2013 die Nachfolge des nicht mehr kandidierenden Norman D. Dicks antrat. Dabei erreichte er 186.661 Stimmen. Auf seinen Gegenkandidaten Bill Driscoll entfielen 129.725 Stimmen. Nach fünf Wiederwahlen in den Jahren 2014 bis 2022 konnte er sein Amt als Abgeordneter zwölf Jahre lang ausüben. Seine letzte, insgesamt sechste, Legislaturperiode im Repräsentantenhaus des 118. Kongresses endete am 3. Januar 2025. Bei der Wahl 2024 trat Kilmer nicht mehr an.

### Ausschüsse
Er war Mitglied in folgenden Ausschüssen des Repräsentantenhauses:
- Committee on Appropriations
  - Defense
  - Energy and Water Development, and Related Agencies
  - Interior, Environment, and Related Agencies
- Committee on House Administration
  - Modernization
  - Oversight
- Joint Committee on Printing